# Jorge Carlos Domínguez
Jorge Carlos Alberto Domínguez (Buenos Aires, Argentina; 7 de mayo de 1959-30 de julio de 2023) fue un futbolista argentino que jugó en la posición de delantero centro. Era apodado El Potro.

## Su trayectoria
Debutó en la Primera de Boca Juniors en 1978, en un partido ante Unión de Santa Fe. Luego se fue a Gimnasia La Plata para retornar al Xeneize en 1983. Tras su paso con la azul y amarilla emigró a Europa, más precisamente a Francia. Allí jugó en cuatro equipos: Niza, Toulon, Nimes y Tours, entre 1984 y 1991. Luego de esa experiencia europea retornó ese año al fútbol argentino para vestir los colores de Deportivo Mandiyú de Corrientes, que militaba en Primera División. Su retiro fue con la camiseta del Deportivo Laferrere, en el Ascenso, en 1993. En el medio de su carrera se dio el gusto de vestir la casaca de la Selección Argentina. Fueron tres presentaciones en 1984, sin goles. posterior a su retiro realizó otras actividades siendo la más importante y trascendental como Secretario de Agremiados.

## Carrera

### Club
| Periodo   | Club                | Apariciones | Goles |
| --------- | ------------------- | ----------- | ----- |
| 1978      | CA Boca Juniors     | 1           | 0     |
| 1979–1982 | Gimnasia (LP)       | 91          | 41    |
| 1983–1984 | CA Boca Juniors     | 40          | 21    |
| 1984–1986 | OGC Nice            | 57          | 38    |
| 1986–1988 | SC Toulon           | 49          | 8     |
| 1988–1989 | Nîmes Olympique     | 25          | 16    |
| 1989–1990 | Tours FC            | 30          | 19    |
| 1990–1991 | Nîmes Olympique     | 22          | 10    |
| 1991–1992 | Textil Mandiyú      | 20          | 5     |
| 1992      | Deportivo Laferrere | 49          | 18    |

### Selección nacional
Jugó para Argentina en tres ocasiones en 1984.

## Logros

### Club
- Copa Libertadores (1): 1978

### Individual
- Goleador de la Ligue 2 en 1985.